# Shunashepa
Shunashepa (Sanskrit शुनःशेप śunaḥśepa „Hundeschwanz“ oder „Hundepenis“) ist in der indischen Mythologie ein Brahmanensohn, der von seinem Vater Ajigarta als Menschenopfer verkauft wird, aber von den Göttern gerettet, als Sohn von dem großen Weisen Vishvamitra angenommen und von da an Devarata (देवरात devarāta „Gottesgabe“) genannt wird.

## Mythos
In der Aitareya-Brahmana wird erzählt, dass der kinderlose König Harishchandra von Ayodhya dem Gott Varuna schwor, dass, sollte er einen Sohn bekommen, diesen dem Gott opfern würde. Als dem König aber der Knabe Rohita geboren worden war, verzögerte er unter verschiedenen Ausflüchten die Erfüllung des grausamen Schwurs. Als der Vater endlich keine neue Ausflucht mehr fand und sich anschickte, den Sohn zu opfern, weigerte sich dieser und floh in den Wald, wo er sechs Jahre lang lebte.
Schließlich traf Rohita im Wald auf einen armen Rishi namens Ajigarta (अजीगर्त ajīgarta „nichts zu beißen“), der drei Söhne hatte, der Älteste hieß Shunahpuchcha (शुनःपुच्छ śunaḥpuccha), der Mittlere hieß Shunashepa (शुनःशेप śunaḥśepa) und der Jüngste hieß Shunolangula (शुनोलाङ्गूल śunolāṅgūla). Alle drei Namen bedeuten „hundeschwänzig“, im Fall von Shunashepa auch „Hundepenis“.
Rohita bot Ajigarta nun an, für den Preis von hundert Kühen einen der drei Söhne zu kaufen, um ihn an seiner statt Varuna zu opfern. Der hungernde Rishi war nicht bereit, seinen Ältesten dafür herzugeben, die Mutter der Drei wollte den Jüngsten nicht opfern lassen, so einigte man sich auf den Mittleren, Shunashepa.
Rohita begab sich darauf mit Shunashepa zu seinem Vater, der das Ersatzopfer akzeptabel fand und auch der Gott war damit zufrieden, da der Sohn des Rishi Brahmane war, Rohita jedoch der zweitrangigen Kriegerkaste der Kshatriya angehörte.
Es war schließlich alles vorbereitet für die Opferzeremonie und die vier Priester standen bereit: Vishvamitra war Hotri (Rezitierender), Jamadagni war Adhvaryu (Opfernder), Ayasya (ayāsya) war Udgatri (Sänger) und Vasishtha war Brahmane (aufsichtsführender Opferpriester).
Nun war aber niemand willens, Shunashepa für das Opfer zu binden. Da erklärte sich der offenbar anwesende Vater Ajigarta für den Preis eines weiteren Hunderts von Kühen willens, seinen Sohn zu fesseln. Das wurde akzeptiert, Ajigarta band seinen Sohn und erhielt hundert Kühe.
Nun war es so weit, am Höhepunkt des Ritus das Opfer zu schlachten, aber wiederum wollte niemand das tun, außer Ajigarta, für den Preis von noch einmal hundert Kühen. Auch dieser Preis wurde angenommen, der Vater wetzte das Messer und machte sich an die Schlachtung.
In diesem Augenblick beschloss Shunashepa, sich hilfeflehend an die Götter zu wenden, wurde aber von einer Gottheit an die nächste verwiesen, bis schließlich Indra ihn aufforderte, die Ashvins zu preisen, die versprachen, ihn zu befreien, sobald er noch den Gott Ushas geehrt hätte. Als Shunashepa dies letzte Gebet sprach, fiel mit jedem Vers eine der Fesseln ab, bis er schließlich frei war.
Ajigarta meinte nun, die Götter hätten ihm seinen Sohn wiedergegeben und forderte Shunashepa auf, mit ihm zu kommen. Der aber lehnte das ab und klagt seinen habgierigen Vater an:
Man hat dich gesehen mit erhobenem Dolche.

Nicht einmal von Shudras ward eine solche

grausame Untat jemals berichtet,

dass einer für Rinder auf Kinder verzichtet.
Dann stellte er sich unter den Schutz Vishvamitras, der ihn an Sohnes statt annahm und ihn von da an Devarata nannte.